# 乌面马
乌面马（学名：Plumbago zeylanica）为蓝雪科蓝雪属下的一个种。种名zeylanica意为斯里兰卡的。